# Возрождение (Ступинский район)
Возрождение — деревня в Ступинском районе Московской области в составе Городского поселения Жилёво (до 2006 года — входила в Новоселковский сельский округ). На 2016 год Возрождение, фактически, дачный посёлок: при 17 жителях в деревне 3 улицы и 2 садовых товарищества, деревня связана автобусным сообщением с райцентром и соседними населёнными пунктами. В деревне находилась усадьба землевладельца С. П. Моргунова, в которой после революции была устроенна коммуна «Возрождение» (усадьба за годы советской власти полностью разрушена).

## Население
| 2002 | 2006 | 2010 |
| ---- | ---- | ---- |
| 1    | ↘0   | ↗17  |

Возрождение расположено на юге центральной части района, на Староситненском шоссе, практически, на стрелке рек Каширка и Бунчиха, высота центра деревни над уровнем моря — 146 м. Ближайший населённый пункты — Тростники — примерно в 0,7 км на юго-запад.